# Tomopagurus maclaughlinae
Tomopagurus maclaughlinae is een tienpotigensoort uit de familie van de Paguridae. De wetenschappelijke naam van de soort is voor het eerst geldig gepubliceerd in 1976 door Haig.